# Rotterdam Open 2017
Il Rotterdam Open 2017, conosciuto anche con il nome di ABN AMRO World Tennis Tournament 2017 per ragioni di sponsorizzazione, è stato un torneo di tennis che si è disputato su campi di cemento indoor. È stata la 44ª edizione del Rotterdam Open, facente parte dell'ATP Tour 500 nell'ambito dell'ATP World Tour 2017. Si è giocato nell'impianto dell'Ahoy Rotterdam a Rotterdam, nei Paesi Bassi, dal 13 al 19 febbraio 2017.

## Giocatori

### Teste di Serie
| Nazione   | Giocatore             | Ranking* | Testa di Serie |
| --------- | --------------------- | -------- | -------------- |
| Croazia   | Marin Čilić           | 7        | 1              |
| Austria   | Dominic Thiem         | 8        | 2              |
| Belgio    | David Goffin          | 11       | 3              |
| Rep. Ceca | Tomáš Berdych         | 12       | 4              |
| Bulgaria  | Grigor Dimitrov       | 13       | 5              |
| Francia   | Jo-Wilfried Tsonga    | 14       | 6              |
| Spagna    | Roberto Bautista Agut | 16       | 7              |
| Francia   | Lucas Pouille         | 17       | 8              |

* Ranking al 6 febbraio 2017.

### Altri partecipanti
I seguenti giocatori hanno ricevuto una wild card per il tabellone principale:
- Tallon Griekspoor
- Robin Haase
- Stefanos Tsitsipas

I seguenti giocatori sono passati dalle qualificazioni:

- Aljaž Bedene
- Marius Copil
- Evgenij Donskoj
- Pierre-Hugues Herbert

Il seguente giocatore è entrato in tabellone come lucky loser:
- Denis Istomin

## Campioni

### Singolare
Jo-Wilfried Tsonga ha sconfitto in finale  David Goffin con il punteggio di 4–6, 6–4, 6–1.
- È il tredicesimo titolo in carriera per Tsonga, il primo della stagione.

### Doppio
Ivan Dodig /  Marcel Granollers hanno sconfitto in finale  Wesley Koolhof /  Matwé Middelkoop con il punteggio di 7–6(5), 6–3.